# Michel Lasserre (syndicaliste)
Cet article concerne le syndicaliste. Pour le joueur de rugby à XV, voir Michel Lasserre. Pour d'autres homonymes, voir Lasserre.
Michel Lasserre, né le 13 mars 1927 à Saint-Germain-de-Belvès (Dordogne) et mort le 1er août 1997 à Apt (Vaucluse), est un instituteur de Seine-Maritime et militant socialiste. Il a été notamment secrétaire national du Syndicat national des instituteurs, membre du Bureau de la Fédération de l'Éducation nationale, et secrétaire général du Comité national d'action laïque, puis secrétaire général de La Jeunesse au plein air.

## Le militant du SNI, de la FEN et du CNAL
Michel Lasserre travaille dans les Postes puis devient instituteur en Seine-Maritime. Instituteur à Rouen, il devient secrétaire départemental du Syndicat national des instituteurs de Seine-Maritime (Seine-Inférieure) au début des années soixante. Dans les congrès nationaux, il intervient fréquemment sur la question laïque, mais également sur le dossier Fonction publique. En décembre 1963, il est élu au Bureau national du Syndicat national des instituteurs sur la liste que conduit Pierre Desvalois où il siègera jusqu'en 1980. Il présente au congrès du SNI de Lille, le 7 juillet 1964, un rapport sur la laïcité et son application sur le plan scolaire, syndical et social.
Il appartient à la commission administrative nationale de la FEN, comme suppléant, entre 1962 et 1965. Jusqu’en 1967, il est le responsable pour le SNI et pour la FEN des relations avec l‘Outre-mer. Il entre au bureau national de la FEN en 1969 et fut chargé du secteur laïque dans le secrétariat permanent du SNI. Dans ces deux responsabilités, il succède à l'imposante figure qu'est Clément Durand. Il est également, après lui, secrétaire général du Comité national d’action laïque de 1969 à 1980. « Modeste et discret, il est très actif dans les luttes des milieux laïques pour un grand service public de l’éducation. »
Dans la tourmente de mai 1968, Michel Lasserre représente la Fédération de l'Éducation nationale au meeting du stage Charléty avec Louis Astre et Jean Daubard, secrétaire général du SNI, le 27 mai 1968.

## Le secrétaire général de la JPA
Après sa retraite, Michel Lasserre est secrétaire général de La Jeunesse au plein air de 1980 à juin 1985. Il succède une nouvelle fois à Clément Durand. Comme secrétaire général de la JPA, Michel Lasserre s’efforce de coordonner les actions de ses partenaires associatifs laïques et lutte pour le maintien et l’extension « des moyens humains et financiers mis à disposition des associations », notamment quand le ministre de l’Éducation nationale Christian Beullac annonce la suppression de 305 mises à disposition. Par la suite, il parvient à un accord avec le nouveau ministre Alain Savary pour la reconnaissance officielle des mises à disposition par des conventions entre l’État et les associations;
Michel Lasserre se retire en 1986 à Saint-Saturnin-d'Apt. Il est mort à Apt le 1er août 1997.

## Militantisme socialiste
Membre du Parti socialiste SFIO, proche de Guy Mollet, Michel Lasserre est un des premiers membres actifs de l’Office universitaire de recherche socialiste.

### Sources
- Dictionnaire Maitron
- L'École libératrice (hebdomadaire du SNI)
- L'Enseignement public (mensuel de la FEN)